# Tidslinje for Aarhus' historie
Denne Tidslinje for Aarhus' historie omfatter udelukkende begivenheder med tilknytning til Aarhus by. Den bør læses i sammenhæng med artiklen Aarhus' historie.
- 700-900 Arkæologiske fund tyder på, at Aarhus har været en vigtig handelsplads
- 948 Kejser Otto den Store har indsat Reginbrand som byens biskop
- 1000 Omkring dette tidspunkt er der rejst 5 runesten ved Aarhus
- 1050 Første mønter præget med navnet Arosei
- 1100 Skt. Olufs kirkegård taget i brug
- 1180 Omtrent dette år døde Hellig-Niels (Knud 5.s søn). Helgendyrkelsen begyndte straks.
- 1195 Biskop Peder Vognsen har doneret bøger til den senere Aarhus Katedralskole
- 1200 Domkirken grundlagt
- 1400 Det første rådhus bygget
- 1441 Byen får købstadsrettigheder
- 1519 Brevarium Arhusiense – det første bogtryk fra Aarhus
- 1541 Sortebrødreklostret (nu: Vor Frue Kloster) i funktion som hospital
- 1542 Skt. Anna marked, byens første marked, senere Skt. Olufs marked
- 1588 Ole Worm født i Aarhus
- 1589 Løveapoteket oprettet
- 1597 Borgmestergården ved Lille Torv opført
- 1637 Thors Mølle bygget som krudtmølle

- 1644 Ole Rømer født i Aarhus
- 1687 Den sidste hekseproces i Danmark afsluttet i Aarhus med frifindelse
- 1706 Byen får egen bøddel
- 1750 Svaneapoteket oprettet
- 1759 Tranlamper opsat som gadebelysning
- 1790 Det første rigtige hospital taget i brug i Rosensgade
- 1794 Aarhuus Stifts-Tidende (konservativt blad) udkommet første gang
- 1801 Byen har ca. 4.000 indbyggere
- 1838 Hotel Royal åbnet på Store Torv
- 1840 Byen har ca. 7.000 indbyggere
- 1850 Byen har ca. 7.800 indbyggere
- 1852 Sindssygehospitalet i Risskov taget i brug
- 1853 Koleraepidemi i Aarhus; det første gasværk anlagt
- 1854 Frichs fabrikker taget i brug
- 1855 Gaslamper i stedet for tranlamperne
- 1860 Byen har ca. 11.000 indbyggere
- 1862 Jernbane til Randers
- 1866 Århus Amtstidende (venstreblad) udkommet første gang
- 1870 Byen har ca. 15.000 indbyggere
- 1871 Jyllands-Posten (udenfor partierne) udkommet første gang
- 1871 Aarhus Oliefabrik oprettet; Aarhusvandværk oprettet
- 1873 Botanisk have anlagt
- 1882 Otto Mønsted igangsat landets første margarinefabrik
- 1883 Aarhus telefonselskab
- 1884 Demokraten (socialdemokratisk blad) udkommet første gang
- 1893 Århus Kommunehospital taget i brug
- 1900 Aarhus Teater i brug
- 1901 Aarhus elektricitetsværk anlagt; byen har ca. 51.800 indbyggere
- 1903 Torvehandel på Ingerslevs plads
- 1904 Elektriske sporvogne taget i brug
- 1905 Kosmorama, den første biograf
- 1909 Landsudstillingen
- 1920 Aarhus Idrætspark opført
- 1921 Byen har ca. 73.000 indbyggere
- 1928 Den første benzintank åbnet af Shell
- 1933 Søbadeanstalten i Risskov og Svømmehallen indviet
- 1937 Første pølsevogn åbnet
- 1938 Ringgadebroen taget i brug

- 1941 Byen har nået et indbyggertal på 100.000; rådhuset indviet; opførelsen af Aarhus Universitet påbegyndt
- 1945 Byen har ca. 110.000 indbyggere
- 1946 Aarhus Universitet indviet
- 1950 anlæggelsen af Brabrandstien påbegyndt
- 1956 TV-sendetårnet på Søsterhøj taget i brug
- 1970 Kommunen har ca. 232.000 indbyggere
- 1973 Gellerupcentret åbnet
- 1975 Efter kommunesammenlægningerne har Aarhus Kommune ca. 245.000 indbyggere
- 1982 Musikhuset Aarhus indviet
- 1985 Kommunen har ca. 262.000 indbyggere
- 2004 Aros indviet
- 2007 Kommunen har ca. 295.000 indbyggere
- 2011 Byen ændrer stavemåden af navnet tilbage til "Aarhus".